# フレスポ神辺モール
フレスポ神辺モール（フレスポかんなべモール）は、広島県福山市神辺町にある複合商業施設。大和リースが管理・運営をしている。

## テナント

### 物販店舗
- 啓文社（書店・室内遊園地・インターネットカフェ）
- ザ・ダイソー（100円ショップ）
- 西松屋（ベビー・子供用品）
- ハニーズ（婦人服）
- ディバロ（婦人靴専門店）
- ファッションセンターしまむら（ファミリー衣料）
- シュープラザ（靴）
- ミスターマックス（ディスカウントストア）
- サイクルショップ自転車BOX（自転車）

### 飲食店舗
- やよい軒（定食屋）
- かっぱ寿司（回転寿司）

### サービス店舗
- ハイパーフィット24（24時間フィットネスジム）
- 医療法人社団 飛翔会 福山整形外科クリニック（整形外科・リハビリテーション科・リウマチ科）
- オール薬局（薬局・調剤薬局）
- DO-WASH（24時間コインランドリー）
- e-nation（金・プラチナ買取）